# Hlobane
Hlobane ist eine Stadt im Distrikt Zululand der südafrikanischen Provinz KwaZulu-Natal.

## Geografie
Die Stadt ist ein Kohlebergbauzentrum und liegt 27 km östlich von Vryheid und 31 km südwestlich von Louwsburg. 

## Geschichte
Die Ortschaft war bereits im 19. Jahrhundert als Hlobane bekannt und dieser Name galt seit 1924 offiziell für die Stadt. Als isiZulu-Wort bedeutet „Hlobane“ ein „schöner Ort“ und für andere „Ort des Streits“. Am 28. März 1879 war die Gegend Schauplatz der Schlacht von Hlobane im Zulukrieg.